# Max Kassowitz
Max Kassowitz, Kassowitz Miksa, Kassovitz (Pozsony, 1842. augusztus 14. – Bécs, 1913. június 23.) osztrák orvosdoktor, egyetemi tanár.

## Élete
Az orvosi tudományokat 1858-tól 1863-ig a bécsi egyetemen hallgatta; 1863-ban ugyanott orvosdoktorrá avatták és Politzer tanár asszisztense és 1881-től utódja lett az I. nyilvános gyermek-kórház igazgatásában. 1886-ban a gyermekbetegségek docensének habilitálták a bécsi egyetemen és 1891-ben rendes tanárnak nevezték ki ugyanott.
Gyermekgyógyászati cikkei vannak a Jahrbuch für Kinderheilkundeban (XIX-XXI k.), a Wiener medicin. Presseben (1879), a Wiener medicin. Blätterben (1879-86.) és a Wiener medicin. Wochenschriftben.

## Munkái
1. Die Verebung der Syphilis. Wien, 1876.
2. Die normale Ossification und die Erkrankungen des Knochensystems bei Rhachitis und hereditärer Syphilis. Uo. 1881., 1882., 1885. Három kötet.
3. Die Symptome der Rhachitis auf anatomischer Grundlage bearbeitet. I. Abth. Leipzig, 1886.
4. Vorlesungen über Kinderkrankheiten im Alter der Zahnung. Wien, 1892.

Szerkesztette a Beiträge zur Kinderheilkunde aus dem ersten öffentlichen Kinder-Krankeninstitute c. gyűjteményt.